# Viatcheslav Nikonov
Viatcheslav Alexeïevitch Nikonov (en russe : Вячесла́в Алексе́евич Ни́конов), né le 5 juin 1956 à Moscou (URSS) est un haut fonctionnaire soviétique et russe, homme politique, écrivain et débatteur à la télévision, petit-fils du ministre des Affaires étrangères soviétique Viatcheslav Molotov, député et membre du parti Russie unie, vice-président de la commission des Affaires étrangères à la Douma d'État,.

## Biographie
Il naît dans une famille soviétique haut placée dans le système communiste. Son père, Alexeï Nikonov (1917-1992), est un ancien membre du NKVD, professeur au MGIMO, collaborateur à l'institut des relations internationales de l'académie des sciences (ИМЭМО), rédacteur à la revue «Le Communiste». Sa mère Svetlana née Molotova (1929-1989,), historienne de formation, est la fille unique du membre du Politburo et ministre des Affaires étrangères de Staline, Viatcheslav Molotov, et de son épouse Polina Jemtchoujina, d'origine juive et communiste de premier plan. Les deux époux étaient docteurs en sciences historiques.
Viatcheslav Nikonov étudie à l'école spéciale no 1 de Moscou. En 1973, il entre à la faculté d'histoire de l'université d'État de Moscou. Il se spécialise en histoire contemporaine (chaire tenue par Evgueni Iazkov). Il est diplômé en 1978 et travaille à la chaire d'histoire contemporaine, tout en étant très impliqué dans le PCUS; il est secrétaire du parti communiste de la faculté d'histoire de l'université d'État de Moscou (MGOu). Il parle anglais et français.
Le 24 décembre 1977, il joue dans la 3e émission télévisée de Quoi? Où? Quand? («Что? Где? Когда?»). Il demeure membre du club des connaisseurs jusqu'en 1979. Il codirige à partir du 3 septembre 2018 avec Dmitri Simes le talk-show politico-sociétal Le Grand Jeu sur Perviy Kanal.
Pour ses mérites dans le domaine de l'éducation, il a reçu en 2021 le titre honorifique des travailleurs honoraires dans le domaine de l'éducation de la fédération de Russie. Il est docteur honoris causa de l'université d'Édimbourg.
Le 24 mars 2022, les États-Unis l'ont inscrit avec les autres députés russes à la liste des sanctions contre la Russie, à cause de l'invasion militaire de l'Ukraine par la Russie un mois plus tôt.

## Carrière académique
- De 1978 à 1988, il est collaborateur scientifique, puis collaborateur à la chaire d'enseignement d'histoire contemporaine de la faculté d'histoire du MGOu[3].
- EN 1981, il défend sa thèse de troisième cycle (candidat au doctorat) qui porte le titre suivant: La Lutte des courants au sein du parti républicain américain en 1964-1968[10]. En 1989, il est docteur après avoir défendu sa thèse intitulée Évolution idéologique et politique du parti républicain américain après la Seconde Guerre mondiale[11].
- En 1992-1993, juste après la dislocation de l'URSS, il est conseiller au département des problèmes politiques et internationaux de la fondation des réformes économiques et sociales (fondation Réforme)[3].
- En 1993, il devient président de la fondation Politique[3]. Il dirige la chaire d'histoire et de politologie de l'université internationale de Moscou.
- Le 9 fécrier 2011, il est nommé doyen de la faculté d'administration d'État de l'université d'État de Moscou (MGOu)[12].
- Il est membre du conseil de rédaction de la revue Politia («Полития»).

## Activités politiques

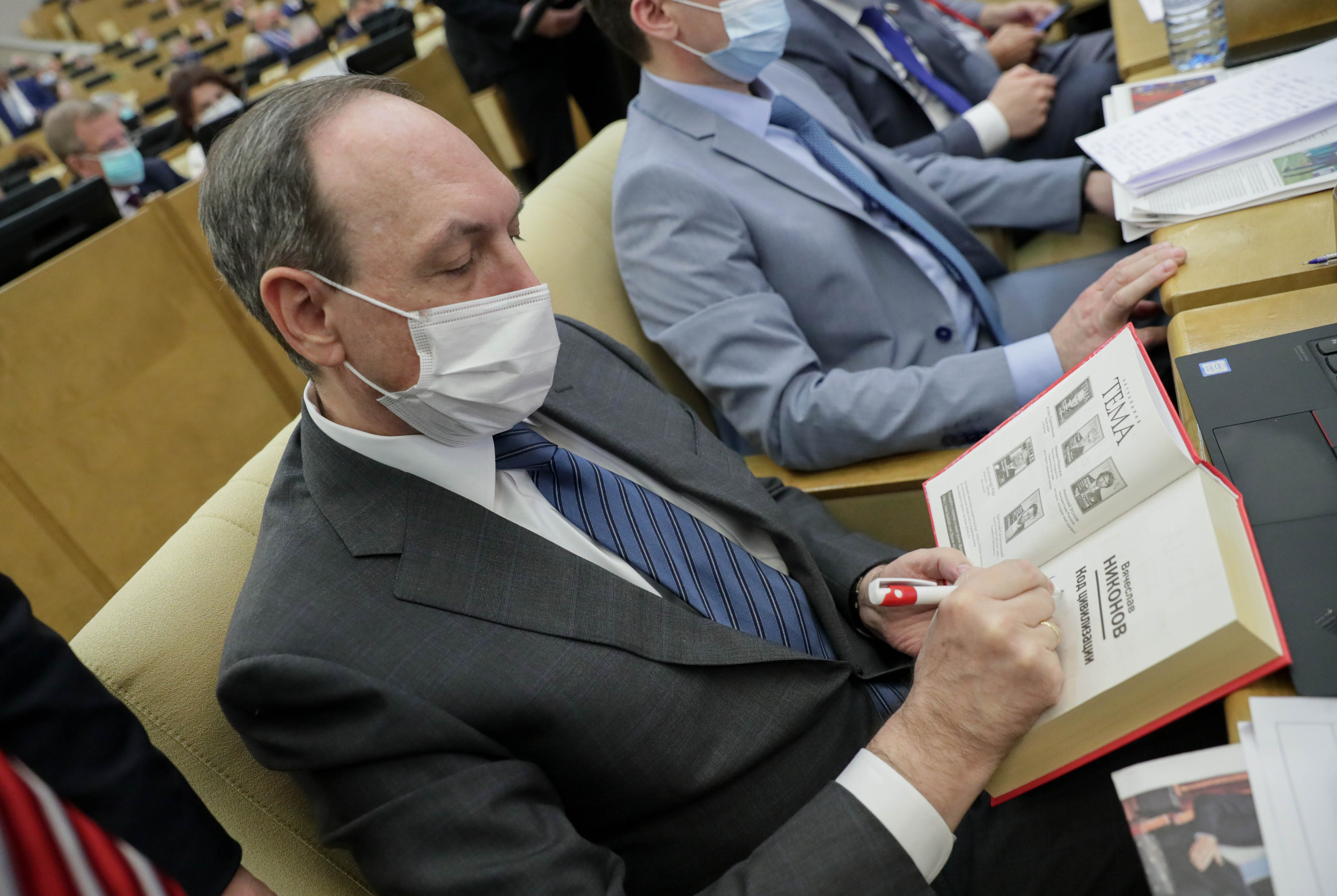
Nikonov à une séance de la Douma d'État en 2021.

- Pendant ses années d'université, il est secrétaire du comité de l'union de la jeunesse communiste d'URSS (ВЛКСМ).
- En 1988-1989, il est secrétaire du comité du parti communiste de la faculté d'histoire du MGOu[3].
- En 1989-1990, il est instructeur, chef de secteur du comité central du PCUS[3].
- En 1990-1991, il travaille dans l'appareil du président de l'URSS: conseiller, assistant du chef de l'appareil de la présidence[3]. «Je suis entré dans l'équipe de Gorbatchev», reconnaît-il[13]. Le 22 août 1991, il est témoin de la détention du vice-président de l'URSS Guennadi Ianaïev dans l'affaire du Comité d'urgence de l'État (putsch des généraux)[14].
- D'août 1991 à janvier 1992, il est assistant à la présidence du KGB tenue par Vadim Bakatine[3]. En décembre 1991, après le scandale dû au transfert de circuits d'appareils d'écoute à l'ambassade des États-Unis, Nikonov prend la défense de son patron[15].
- En juillet 1992, il entre au conseil consultatif politique de l'union commerciale et boursière interrégionale[3].
- En décembre 1993, il est élu député à la Douma d'État du parti de l'unité et de la concorde russe[3]; il devient président de la sous-commission de la sécurité internationale et de contrôle de l'armement, de la commission des Affaires étrangères[3]. Avec le chef du parti, Chakhraï, il est l'auteur d'un Manifeste conservateur qui doit être à la base du renouvellement idéologique du parti. Plus tard, il est membre du conseil panrusse du mouvement «Notre maison la Russie».
- En janvier 1995, il est nommé vice-président de la commission d'enquête de la Douma d'État sur les causes et les circonstances de la crise en République tchétchène[3].
- En mars 1996, il entre dans le groupe d'expertise au service de la présidence, pour travailler les documents préélectoraux de Boris Eltsine[3].
- En 1996, il est vice-président et analyste principal du comité de coordination du comité de soutien au niveau national de Boris Eltsine aux élections présidentielles.
- En décembre 1997, il est devient membre de la commission des droits de l'homme auprès du président de la fédération de Russie[3].

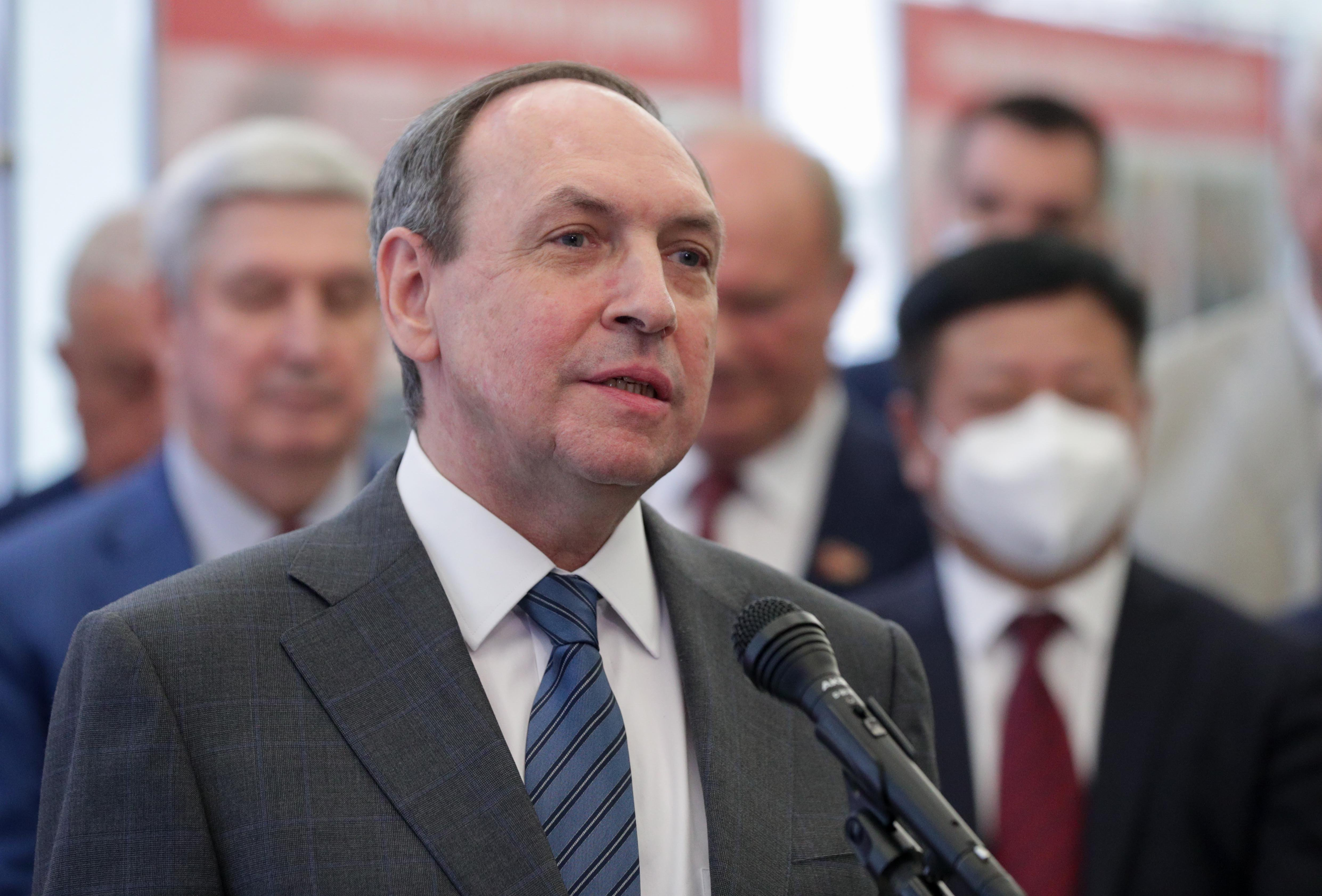
Nikonov à l'exposition Russie-Chine au XXIe siècle, partenariat d'un nouveau type (2021).

- En 1997-2001, il est membre du conseil consultatif politique auprès de la présidence de la fédération de Russie, du conseil d'expertise de la commission auprès de la présidence de la fédération de Russie sur les questions de combat contre l'extrémisme politique.
- En 2011, il est élu à la Douma au sein du parti Russie unie, membre de la commission du budget et des impôts.
- En mars 2013, il est président de la commission de l'éducation à la Douma[16].
- À partir de 2016, il est chef de liste de Russie unie pour l'oblast de Nijni Novgorod aux élections législatives de l'automne 2016[17].
- De 2011 à 2019, pendant ses deux mandats de député, il est le coauteur de 31 amendements[18].

## Autres activités
- En avril 1993 — président de l'agence de consulting politique Niké («Нике»)[3].
- En 1993 — président de la fondation Politique («Политика»)[3].
- Juin 1993 года — président du Club 93[3].
- Président de la fondation Unité au nom de la Russie;
- Vice-président de l'association des centres de consultation politique;
- Membre du présidium du conseil de politique intérieure et de défense;
- Membre du club d'experts de la chaîne Perviy Kanal;
- Membre du gouvernement de la fondation Centre politico-social russe;
- Vice-président du conseil de rédaction de la revue La Russie dans la politique mondiale («Россия в глобальной политике»);
- Rédacteur en chef de la revue Stratégie de la Russie («Стратегия России»);
- De septembre 2005 à 2007, membre de la chambre civique de la fédération de Russie[3], à partir de janvier 2006, président de la commission de la collaboration internationale et de la diplomatie[3].
- Depuis 2007, directeur[19]  de l'administration de la fondation Le Monde russe («Русский мир») (nommé à ce poste par Vladimir Poutine), à partir de 2011, président de l'administration de cette fondation[20].
- 2020, auteur du projet 28 moments du printemps 1945[21].

Viatcheslav Nikonov est également le biographe de son grand-père, Viatcheslav Molotov; cependant à cause de ce lien de parenté, les historiens russes estiment que son point de vue n'est pas objectif, ce que reconnaît volontiers l'auteur lui-même.

## Points de vue
Au début des années 1990, lorsque le pays est en plein bouleversement, il adopte un point de vue foncièrement libéral, en faveur de réformes radicales. Au élections présidentielles de 1996, il milite en faveur de Boris Eltsine. Par la suite, il adopte des idées conservatrices.

## Critique
Le 7 avril 2014, le jour d'une table ronde de la commission de l'éducation de la Douma, sur le thème « La tradition historique russe: contenu des livres d'histoire », le point de vue de Nikonov est publié sur le site Internet du gouvernement: 
« L'attitude de toute une génération de jeunes vis-à-vis de l'histoire de leur pays dépend de ce qui sera écrit dans les manuels, et de la façon dont elle sera écrite de manière convaincante et fascinante. Il faut toujours se rappeler dans quel pays on vit et travaille, connaître ses traditions. Notre Patrie a un grand passé. Une branche de la tribu aryenne descendue des montagnes des Carpates, peuplait paisiblement la Grande Plaine russe, la Sibérie, la partie la plus froide de la planète, atteignit l'Océan Pacifique, a fondé Fort Ross, a absorbé la sève des cultures les plus riches de Byzance, de l'Europe, de l'Asie, a vaincu le pire ennemi de l'humanité, le nazisme , a ouvert la voie au cosmos. Mais peu d'endroit en savent si peu et valorisent leur passé et leur présent à peu de frais. »
L'archéologue Lev Klein critique Nikonov:
« Ici, les Slaves sont appelés aryens, selon la mode actuelle parmi les adeptes de la soi-disant Histoire populaire - des ouvrages amateurs et absolument anti-scientifiques sur l'Histoire, en particulier sur l'ethnogenèse. Des ouvrages de ce genre, libres de toute méthodologie et se livrant aux plus bas instincts chauvins des masses, ont inondé le secteur de la littérature scientifique soi-disant populaire bon marché dans les librairies et les forums Internet…La question raciale est un tout autre domaine, il n'y a pas de race aryenne, et seuls les purs amateurs peuvent qualifier les Slaves, les Tchétchènes ou les Turcs d'aryens. Il est étrange d'encourager cette pratique depuis les hautes fonctions de la Douma d'État, et même depuis la commission de l'éducation. »

## Vie privée
Viatcheslav Nikonov est marié en troisièmes noces avec une femme d'affaires, Nina Nikonova (née en 1979), député à l'assemblée régionale de Smolensk pour Russie unie,. Sa première épouse, Olga Mikhaïlovna Nikonova, originaire de Poltava, était économiste de formation et sans profession. Ils ont eu un fils, Alexeï (né en 1979), qui a obtenu un passeport américain, et qui est conseiller à la fondation Politique. Viatcheslav Nikonov est également père de deux autres fils, Dmitri (1989) et Mikhaïl (1993), de son deuxième mariage. Il a deux petits-fils, Nikolaï (2018) et Viatcheslav (2020).

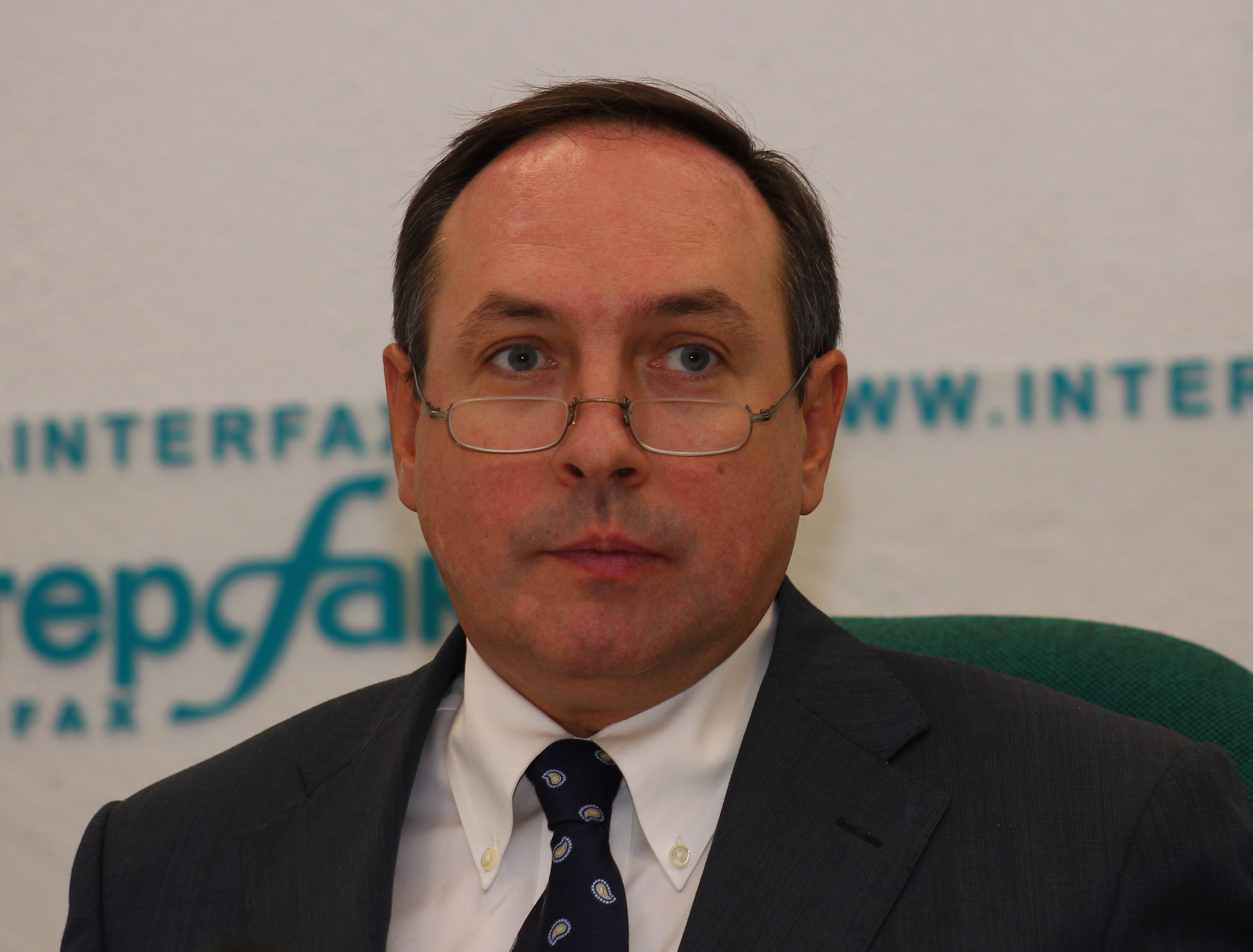
Viatcheslav Nikonov en 2011.

## Travaux
Viatcheslav Nikonov est l'auteur d'environ 900 travaux scientifiques, dont des monographies et des manuels scolaires:
- От Эйзенхауэра к Никсону: из истории республиканской партии США [De Eisenhower à Nixon: histoire du parti république des USA]. — М.: МГУ, 1984.
- Афера «Иран-контрас» [L'Affaire Iran-Contras]. — М.: МГУ, 1987.
- Республиканцы: от Никсона к Рейгану [Les républicains: de Nixon à Reagan]. — М.: МГУ, 1988.
- Никонов В., Шахрай С. Консервативный манифест: политическая философия ПРЕС Le Manifeste conservateur: philosophie politique du PRES. — М., 1994.
- Эпоха перемен: Россия 90-х глазами консерватора [L'Époque des changements: La Russie des années 1990 des yeux d'un conservateur]. — М., 1999.
- Современная российская политика [La politique contemporaine russe]: курс лекций / Под ред. В. А. Никонова. — М., 2003.
- Политика в современной России [La politique dans la Russie contemporaine]: курс лекций / Под ред. В. А. Никонова. — М., 2005.
- Россия в современной политике [La Russie dans la politique contemporaine]: курс лекций / Под ред. В. А. Никонова. — М., 2005.
- Молотов. Молодость [Molotov. Jeunesse]. — М., 2005.
- Российская политика [La politique russe]: курс лекций / Под ред. В. А. Никонова. — М., 2006.
- Код политики [Code de politique]. — М.: Вагриус, 2006.
- Крушение России. 1917 год [L'Effondrement de la Russie en 1917]. . — М.: Аст: Астрель, 2011. — 926, [2] с.
- Российская матрица [La Matrice russe] — М.: Русское слово, 2014. — 992 с.
- Современный мир и его истоки. [Le Monde russe et ses sources] — М.: Издательство Московского университета, 2015. — 880 с.
- Код цивилизации. Что ждёт Россию в мире будущего? [Le Code de civilisation. Qu'est-ce qui attend la Russie dans le monde du futur?]. — М.: Издательство «Э», 2015. — 672 с. — (Русский путь)
- Молотов [Molotov]. — М.: Молодая гвардия, 2017. — 631 с. — (coll. Жизнь замечательных людей)
- Молотов: Наше дело правое [Molotov. Notre cause est juste]. В 2-х томах. — М.: Молодая гвардия, 2016. 1008 с.
- Октябрь 1917. Кто был ничем, тот станет всем [Octobre 1917. Qui n'était rien deviendra tout]. — М.: Издательство «Эксмо», 2017, — 1184 с.
- Ленин. Человек, который изменил всё [Lénine. L'homme qui changea tout]. — М.: Эксмо, 2020. 688 с. Серия «Никонов Вячеслав. Книги известного политолога»  (ISBN 978-5-04-110714-7)
- Molotov: Notre cause est juste (trad. du russe par Christophe Trontin), Paris: L'Harmattan, 2020, 424 p.  (ISBN 978-2-343-21631-7)
- Беспамятство. Кто начал Вторую мировую войну [Inconscience. Qui a déclenché la Seconde Guerre mondiale]. — М.: Просвещение, 2020. 384 с.  (ISBN 978-5-09-076650-0)